# (16199) Rozenblyum
(16199) Rozenblyum (2000 BX26) – planetoida z pasa głównego asteroid okrążająca Słońce w ciągu 5,06 lat w średniej odległości 2,95 j.a. Odkryta 30 stycznia 2000 roku.